# Rendite nach ISMA
Die Rendite nach ISMA (früher „AIBD-Rendite“) ist ein internationales Maß für die Rendite von Anleihen, das die tägliche Effektivverzinsung berücksichtigt.

## Allgemeines
Die ISMA-Rendite stammt von der ehemaligen International Securities Market Association (ISMA), die diese Regel als heute meist verbreiteten Standard einführte.
Unabhängig vom Zeitpunkt der tatsächlichen Zinsverrechnung werden hier jeden Tag die angefallenen Stückzinsen dem angelegten Kapital bzw. Börsenkurs zugeschlagen (englisch dirty price) und am nächsten Tag mit verzinst.
Für den Fall, dass die Zinsperiode größer als die Rentenperiode ist, kann die ISMA-Methode zur Anpassung „Rentenperiode gleich Zinsperiode“ angewandt werden. Bei der ISMA-Methode ist die Zinsperiode identisch mit dem Zeitintervall zwischen zwei Zahlungen, entsprechend oft erfolgt der Zinszuschlag. Der anzuwendende Periodenzinssatz {\displaystyle i_{p}} ist konform zum Jahreszinssatz {\displaystyle i}.

## Ermittlung zur Anwendung der ISMA-Methode
Gegeben sei eine achtmalige vorschüssige Rate {\displaystyle R} mit 500 € pro Quartal (Beginn mit der Zahlung der 1. Rate am 1. Januar 2008) und i = 10 % p. a. (effektiv) sowie dem Aufzinsungsfaktor {\displaystyle q=1+i=1+0,1=1,1.} Gesucht ist der vorschüssige Endwert {\displaystyle E} (in €) nach der ISMA-Methode zum 1. Januar 2010. Siehe dazu auch die vier Grundformeln der Rentenrechnung.
{\displaystyle i_{p}=i_{Q}} (der Periodenzinssatz entspricht dem Quartalszinssatz): daher {\displaystyle m=4}.
{\displaystyle q_{Q}=1+i_{Q}=q_{p}},
{\displaystyle q_{Q}=q^{\frac {1}{m}}=1{,}1^{\frac {1}{4}}=1{,}02411},
{\displaystyle E=R{\frac {q_{Q}^{n}-1}{q_{Q}-1}}q_{Q}=500{\frac {q_{Q}^{8}-1}{q_{Q}-1}}q_{Q}=4459{,}29}.
Skizze
Das Bild zeigt eine achtmalige vorschüssige Ratenzahlung mit der Quartalsrate R = 500 €, beginnend am 1. Januar 2008.

## Wirtschaftliche Aspekte
Die ISMA-Rendite erbringt das gleiche Ergebnis wie die Methode nach Paul Braess/Hermann Fangmeyer, wenn eine Anleihe mit jährlicher Verzinsung zu einem Kupontermin bewertet wird.